# T for Terrorist
Pour plus de détails, voir Fiche technique et Distribution.
T for Terrorist est un court métrage réalisé par Hesham Issawi en 2003. Cette comédie satirique est une mise en abyme du cinéma interrogeant les stéréotypes raciaux auxquels sont confrontés les acteurs arabes aux États-Unis.

## Synopsis
Sur un plateau de tournage, Sayed (Sayed Badreya) interprète un terroriste islamiste sous la direction d'un réalisateur tyrannique (Teigen D'Eston). Un mystérieux homme (Tony Shalhoub) le pousse à se libérer de ce carcan et à inverser les rôles : et si un acteur arabe pouvait aussi jouer un rôle de héros au cinéma ?

## Distribution
- Sayed Badreya : Sayed / Le terroriste
- Tony Shalhoub : L'homme au costume blanc
- Teigen D'Eston : Le réalisateur
- Karen Grosso : Cathy
- Tarek Bishara : Kevin
- Ivan Allen : Patrik
- Lisa Welti : Marilyn